# Бяловежин
Бяловежин (пол. Białowieżyn, нім. Weißturm) — село в Польщі, у гміні Ліпно Ліпновського повіту Куявсько-Поморського воєводства.
Населення — 90 осіб (2011).

## Демографія
Демографічна структура станом на 31 березня 2011 року:
|          | Загалом | Допрацездатний вік | Працездатний вік | Постпрацездатний вік |
| -------- | ------- | ------------------ | ---------------- | -------------------- |
| Чоловіки | 44      | 6                  | 32               | 6                    |
| Жінки    | 46      | 10                 | 23               | 13                   |
| Разом    | 90      | 16                 | 55               | 19                   |